# 串本町図書館
串本町図書館（くしもとちょうとしょかん）は、和歌山県東牟婁郡串本町串本にある公立図書館。1923年（大正12年）に私立の串本図書館として開館した長い歴史を持ち、1966年（昭和41年）より移動図書館を続けている。

## 歴史

### 開館前史「潮岬図書館と暁光倶楽部」
現今の串本町域では、1910年（明治43年）に潮岬図書館が開館した。この図書館は潮岬村の青年らが「青年会館を造ろう」と1907年（明治40年）頃に声を挙げたのが始まりであり、青年会員やオーストラリアへの出稼ぎ者らの寄付で1909年（明治42年）にはおよそ1,000円が集まっていた。これを受け青年会長らが本格的に募金運動を展開し、同年中に3,000円まで増加させた。そして会館の建設を開始し、1910年（明治43年）8月9日に開館式を挙行した。潮岬図書館は青年会館の中、玄関から向かって左手に設けられ、面積は10坪（≒33.1 m2）で蔵書数は歴史・法律関係を中心に1,600冊を保有していた。行政に頼らず図書館を建てたことを牟婁新報は「青年会にして此の大企画をなせる県下潮岬を以て嚆矢とす、田辺の図書館など汗顔に堪えずと言ふべし」と評した。図書館としての開館は潮岬小学校の校友会報に「9月5日、青年会館へ図書引移しを了す」とあることから、1910年（明治43年）9月5日以降であると見られる。
一方、串本町図書館の歴史に直接結びつくのは、串本町の住民による読書団体「暁光倶楽部」の活動である。暁光倶楽部は1913年（大正2年）に設立され、青年有志らが資金を出し合って図書を回し読みする組織で約100冊を保有するまでになったが、維持困難のためわずか1年で解散してしまった。暁光倶楽部が集めた図書は後に串本図書館へ寄贈されることになる。倶楽部のメンバーの1人は読書への思いを抱き続け、1932年（昭和7年）に神林書店を開業した。

### 私立串本図書館から町立へ（1923-1945）
図書館設置の動きは1922年（大正11年）秋に皇太子（昭和天皇）が12月に和歌山県を行啓することが決まったことを受けて串本小学校長らが記念事業として簡易図書館を学校内に設置しようと計画したことに始まる。設置資金を得るため、学校職員と児童は協力して造花と小旗を手作りし、本之宮神社の例祭で「花の日」・「旗の日」と銘打って販売した。その売り上げ205円5銭と町内の各種団体からの寄付金944円8銭を原資に、暁光倶楽部からの寄贈書など244冊の寄付本をもって1923年（大正12年）1月1日に串本図書館として開館した。図書館の運営は同年6月15日から串本小学校高等科の1914年（大正3年）卒業生が結成していた「かなえ会」に委託し、施設も前町長の田島喜八邸控室に移転した。かなえ会は単なる同窓会ではなく、当時の串本町を代表する文化団体として弁論大会を開くなどしていた。
1924年（大正13年）1月26日の串本町会では、「皇太子殿下ご成婚記念事業」として町民108人が建議した町立図書館設置案が審議されていた。建議書では串本町では文化施設が乏しいことから町立図書館を置くことが適当かつ緊急であるとし、串本図書館の蔵書や備品を町立図書館へすべて引き渡すことや運営予算・職員配置まで提案されていた。町会は「建議者全員と町の名誉職、有志を弁論後援会（かなえ会の弁論大会の後援組織）の会員として年1円以上を会費として徴収、これを図書館運営費に充てる」という条件を付して町立図書館設置を決した。大正デモクラシーの風潮の中で町民の弁論熱が高まっていたことから、この勢いを図書館設置へと結合させたのであった。
町立図書館設置を決めた串本町当局は役場庁舎の一角を仮館とし、将来的に独立館を建てるという方針で1924年（大正13年）10月30日に和歌山県から認可を得た。しかし職員の任命が任命権限を持つ県側の都合で1925年（大正14年）2月22日までかかったため、串本町立図書館として開館したのは同年3月7日と遅れた。開館後も諸手続きなどに手間取ったようで、実際に串本町民が利用できるようになったのは1926年（大正15年）になってからであった。同年の蔵書数は967冊で閲覧者数は1,136人（うち女性は195人）、貸出冊数は524冊であった。
1928年（昭和3年）は4月から9月まで分類整理のため休館したため利用実績は低く、昭和恐慌の影響か1930年（昭和5年）から1933年（昭和8年）も低迷していたが、1934年（昭和9年）以降利用実績が伸びた。同年の串本町事務報告書では文学書偏重だったのが産業・交通・法制・社会・地理・歴史・婦人・修養などが増えていった旨が記録されている。1936年（昭和11年）12月2日には「読書及び図書に関する座談会」を開催したが参加者は10人にすぎなかった。にもかかわらず、報告書には「有益だった」と書かれており、『串本町史』は戦争が迫りくる中で読書の自由も奪われる世の中に対する皮肉を込めたのではないかと解釈している。そして1938年（昭和13年）の蔵書数3,280冊、閲覧人数1,969人（うち女性は522人）、貸出冊数2,162冊という統計を残して報告書から図書館に関する記述がなくなった。

### 戦後の活動（1945-2020）

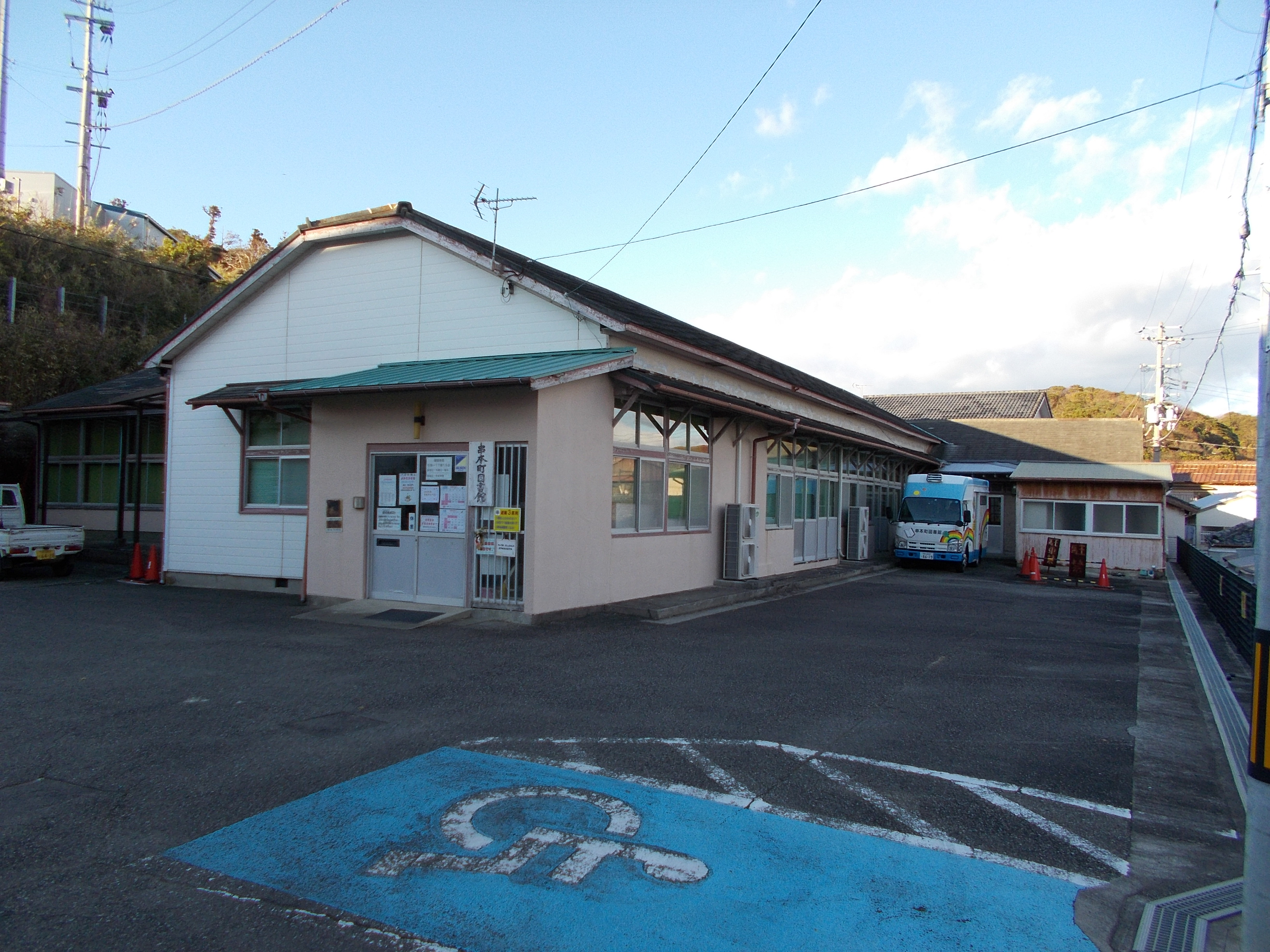
1975年から2020年までの図書館

第二次世界大戦中、活動を休止していた串本町立図書館は戦後まもなく再開し、1951年（昭和26年）は諸般の事情で休館したようである。1952年（昭和27年）7月28日には「串本町図書館設置条例」が制定され図書館法に基づく図書館となった。しかし図書館の扱いは実質的に串本町公民館の付属施設であり、旧自治体警察の庁舎を利用した公民館の一室に設置され、職員は1人だけであった。同年の蔵書数は1,244冊で、12月24日から図書購入を再開した。それでも1955年（昭和30年）時点で和歌山県には図書館法に基づく図書館は5館しかなかったため、図書館が存在するだけで珍しいという状況であった。
1958年（昭和33年）8月、串本町役場が新築移転したことで空き庁舎となった建物に公民館が移転したため、図書館もそこへ移転した。老朽化したこの建物では雨漏りとの闘いを余儀なくされ、1975年（昭和50年）12月になって木造の平屋建てである旧串本保育所（串本818番地、北緯33度28分15.5秒 東経135度46分37.9秒 / 北緯33.470972度 東経135.777194度）へ移転した。ここでも公民館との同居は続いたが、1989年（平成元年）12月6日に串本町文化センターが完成して公民館はそちらへ移ったため、図書館単独の施設となった。1997年（平成5年）時点で蔵書数は22,600冊、利用者数は12,144人（うち女性は8,749人）であり、2人の職員が運営していた。
2005年（平成17年）4月23日、子どもの読書活動優秀実践図書館として文部科学大臣表彰を受けた。2009年（平成21年）に串本町図書館協議会は南海トラフ巨大地震による津波襲来の危険性があることから、図書館の高台移転を答申した。しかし串本町では高速道路や役場・学校など公共施設の整備計画が立て込んでおり、図書館の移転は実現しなかった。
郷土資料室は別室になっており、利用には図書館のカウンターで申し出る必要があった。2018年（平成30年）時点で図書館は公式サイトを持っておらず、和歌山県内の図書館の蔵書を検索することができる和歌山大学の横断検索システムにも対応していなかった。ただし和歌山県内の図書館で組織する「和歌山地域コンソーシアム図書館」には加盟しており、参加館の蔵書を取り寄せることができた。
2019年（令和元年）7月、神林書店創設者の孫が潮岬公民館の一角に私設図書館「かんりん文庫」を設置した。

### 仮移転（2020-）
2019年（令和元年）12月、串本町は地域保健福祉センターへ図書館を仮移転し、その後本移転先を検討すると発表した。当時の館舎は築65年が経過している上、図書館の敷地が借地であり2020年（令和2年）12月31日までに更地化して返還する契約であったことから移転が決定した。移転先の地域保健福祉センターも地震の被害を受ける地域にあるため「仮移転」としたが、本移転の位置や時期のめどはたっていない。2020年（令和2年）8月に移転のため休館に入り、同年10月1日に地域保健福祉センター1階で再開した。移転先はロビーと空き室（旧食堂・厨房）を転用したもので、ロビーだった部分を児童開架と事務室、空き室だった部分を一般開架と郷土資料コーナーとした。蔵書のほとんどと書架の一部は旧館から引き継ぎ、移転を記念して168冊を新規購入した。

## 利用案内
串本町古座分庁舎（串本町西向359）に古座図書館を置いている。
- 開館時間：9時から17時15分まで
- 休館日：月曜日（祝日の場合は翌日も休館）、月末（月曜日の場合は翌日も休館）、祝日、年末年始
- 貸出制限：串本町に居住・通勤・通学する者。
- 貸出可能点数：5冊
- 貸出可能期間：14日間

## 移動図書館

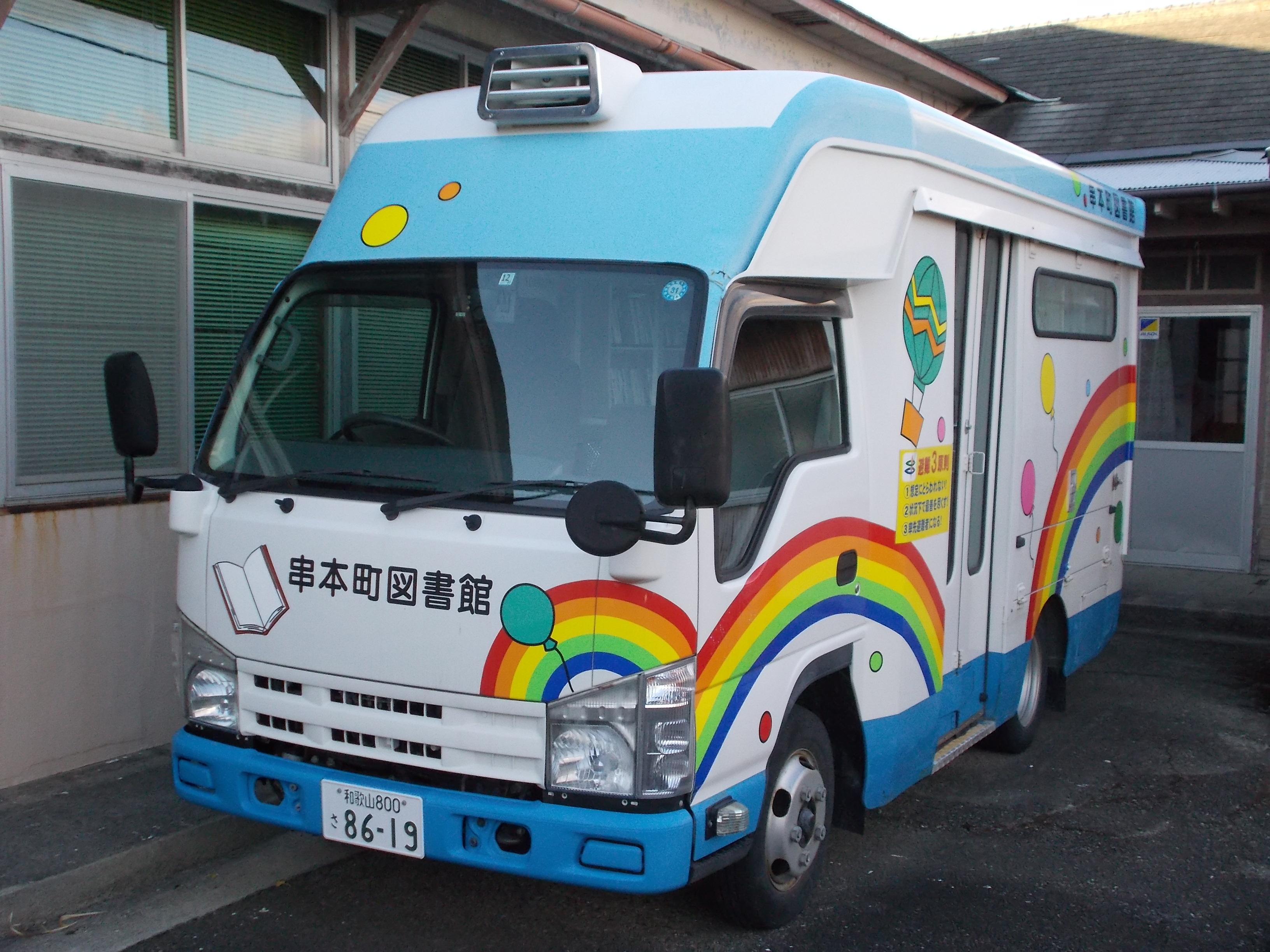
移動図書館

串本町は東西に細長く図書館へ来館することが難しい人も多いことから、「自動車文庫」の名で移動図書館を運用しており、町内19か所を月1回巡回している。貸出可能冊数は1人10冊で貸出期間は次の巡回日までとなっている。2010年（平成22年）度の利用者数は557人、貸出冊数は3,157冊であった。
1966年（昭和41年）の導入当初は軽トラックを利用して町内11か所を巡回していた。2012年（平成24年）1月17日より運行を開始した車両は2トントラックを改造したもので、1,800冊を積載でき、それまでの車両が軒先での閲覧しかできなかったのに対して、雨天時に車内へ入れるようになった。車両には虹、気球、トビウオのイラストが描かれている。